# Ашкадар (присілок)
Ашкада́р (рос. Ашкадар, башк. Ашҡаҙар) — присілок у складі Стерлітамацького району Башкортостану, Росія. Входить до складу Отрадовської сільської ради.
Населення — 71 особа (2010; 71 в 2002).
Національний склад:
- татари — 76%